# Israels historia
Israels historia hänför sig till ett visst landområde i Mellanöstern. Under antiken (1050–37 f.Kr.) kontrollerades området av olika judiska kungariken av och till, vilka åtnjöt totalt cirka 567 års full självständighet. Israels land har sedan dess kontrollerats av andra imperier, som inte sällan bytt namn på området, fram tills skapandet av den moderna staten Israel 1948. Israels historia gör att landet har en särskild betydelse inom judendomen.

## Området före staten Israel

Kungariket Israel, runt 1020 f.Kr.

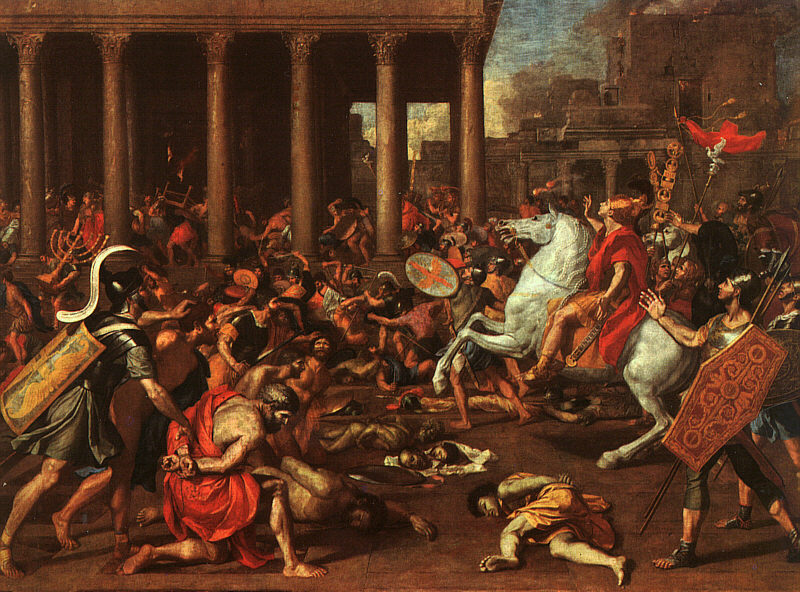
Romarna erövrar Jerusalem av Nicolas Poussin.

Judarna är ett semitiskt folk med ursprung i Främre Orienten (Sydvästasien). De ser Abraham från Ur i Kaldéen som sin stamfader, som bosatte sig i nuvarande Israel omkring 2000 f.Kr. enligt Tanach. Dennes sonson Jakob kallades Israel och gett upphov till namnet på folket, och dennes son Juda åt en av de 12 stammarna som senare oegentligt kommit att beteckna hela folket, eftersom juda var den kungliga stammen och Judeen den provins huvudstaden låg i. Platsen för Abrahams "Moria berg" uppger Bibeln till tempelberget i Jerusalem. Under 400 år till ca 1400 f.Kr. styrdes Jerusalem av Egypten, därefter återerövrade Abrahams ättlingar landet, som ledda av Mose utvandrat från Egypten där de levt i månghundraårigt förtryck. Omkring 1000 f.Kr. erövrades nya områden under kung David som gjorde Jerusalem till huvudstad i kungariket som inrättat av hans far och etablerade staden som religiöst centrum med templet som Salomo byggde klart. Arkeologiska fynd tyder på att israeliterna växte fram fredligt vid sida med resten av de lokala folkgrupperna som gradvis löstes upp, till skillnad från det bibliska narrativet om hårda strider under järnåldern. Efter Salomos död splittrades riket i en nordlig del (Israel) med Samaria som huvudstad och en sydlig del (Juda) med Jerusalem som huvudstad. Det norra riket gick under vid ett assyriskt anfall år 722 f.Kr.
Omkring år 586 f.Kr erövrade babylonierna det Juda rike och rev det första templet. I tre omgångar bortfördes större delen av folket till tvåflodslandet. Andra hade bildat kolonier i Medelhavsområdet, speciellt i Nordafrika, såsom i Marocko. En del av Israels stammar blev utspridda och är förfäder till samaritanerna. Större delen av judarna i babyloniska fångenskapen fick återvända när perserna krossade Babel cirka 70 år senare och lät judakungens sonson Serubbabel bli ståthållare i Israels land och bygga upp det andra templet och återföra alla heliga tempelföremål. År 458 f.Kr. återvänder Esra från Babylonien och inleder en reformation och tillsammans med Nehemja verkställer Esra år 445 f.Kr. den persiske kungens beslut att bygga upp murarna runt Jerusalem. Efter Nehemjas död cirka 410 sammanfördes Judeen politiskt med Syrien som då löd under Persien medan det lokala styret låg i översteprästens händer. Alexander den store erövrade Jerusalem år 332 f.Kr, och även under andra tider fram till romarnas erövring styrdes området av ockuperande makter. Ett tredje tempel började byggas några år före vår tideräknings början under Herodes den stores regeringstid.
Före år 1 hade romarna ockuperat landet och tillsatte lokala lydkonungar, men folket, som då av andra brukade kallas judar efter Judeen, eller israeliter oavsett stamtillhörighet, gjorde ett flertal uppror, bl.a. Judiska kriget då romarna rev det nya templet. 135 e.Kr. nedkämpades den judiska befolkningen brutalt efter den så kallade bar-Kochbarevolten och majoriteten deporterades till andra delar av imperiet. Judar förbjöds i Jerusalem, ett Jupitertempel restes på Tempelberget och kejsar Hadrianus bytte namn på hela området inklusive Ioudeia till "Syria Palæstina" som skymf, efter den gamla ärkefienden Filisteen, Peleshet i Gaza.
Från 300-talet blev Romarriket officiellt kristet vilket även gällde provinsen Palestina. År 361 påbörjades återuppbyggande av Jerusalems tempel som misslyckades. Även 614 påbörjades tempelbygge på nytt under en kort judisk självständighetstid, men 617 förstörde de bysantinska trupperna tempelbygget igen. År 636 erövrades landet av araberna i den islamiska expansionen och judar och kristna i landet fick status som dhimmi. De arabiska erövrarna fortsatte att använda namnet filastin som motsvarighet till det tidigare namnet. Till dess hade många avkomlingar till araméer och arameiskspråkiga bott där, och även grekiska och latin hade varit lingua franca, och dagens syrianer hävdar direkt koppling till det heliga landet och språket där under första århundradet. Under medeltiden växlade styret mellan korsfarare och muslimer. År 1577 införlivades området med Osmanska riket. Majoriteten av judarna förblev i diasporan. Åren 1916−1918 drev brittiska trupper i samarbete med arabrevoltens trupper ut osmanerna från Palestinaområdet. Ombud för den Brittiska regeringen hade 1916 lovat arabiska nationalister att Storbritannien efter kriget skulle stödja bildandet av en oberoende arabisk stat.  Efter Osmanska rikets sammanbrott i första världskriget överlämnade Nationernas förbund området till Storbritannien.

## Strävan efter en självständig judisk stat i provinsen Palestina
Efter att kristendomen blev statsreligion i romarriket i början av 300-talet blev det åter möjligt för judar att flytta tillbaks till huvudstaden i sitt hemland och allt sedan dess har det funnits en judisk minoritet boende i den forna judiska huvudstaden genom historien, tidvis i majoritet. Även på andra orter fanns bofasta judiska grupper.
Samtidigt fanns bofasta och nomadiska folk med andra språk, efter islamiseringen typiskt arabiska, vilket även de kristna och judarna kom att använda. Till dess hade många avkomlingar till araméer och arameiskspråkiga bott där, och även grekiska och latin hade varit lingua franca, och dagens syrianer hävdar direkt koppling till det heliga landet och språket där under första århundradet. Syriska, antik västarameiska, hebreiska och arabiska är alla ganska nära besläktade, semitiska språk. Talad hebreiska hade fallit ur bruk utanför synagogan.
Med de under år 640–1099 styrande araberna kom folk från Arabiska halvön. Även mongoler, seldjuker och mamluker som kom att behärska området, förutom korsfararna, tills det 1577 införlivades i Osmanska riket. Etniciteten hos folken har inte varit entydig, utan människor har klassificerats efter religion, som brukligt under sharia, där skatten bestäms av religiös tillhörighet – en dhimmi betalar jizya till muslimska herrar och en muslim betalar zakat till de fattiga, vilket Osmanerna uppbar ända till 1855. Dessutom var den arabiska kulturen präglad av identifiering efter klan snarare än folkslag. Arv av religion är också olika: en muslimsk mans barn måste bli muslimer, och bara en judisk kvinnas barn kan räknas som judar, och blandäktenskap mellan de olika grupperna komplicerar saken än mera.
Under den osmanska tiden styrdes landet från Damaskus och judar och kristna hade emellertid tolerabla levnadsförhållanden ändå, men skatten gjorde jordbruk ogynnsamt och judarna föredrog att bo i städerna. Enligt orientalisten Adriaan Reland var befolkningen år 1695 koncentrerad till Jerusalem, Jaffa, Tiberius, Acco, Tzfat och Gaza. Reland använder det romerska begreppet Palestina, trots att osmanerna använde andra namn och annan gränsindelning, största delen av blivande mandatet Palestina kallades Jerusalems Mutasarrifat. Galileens huvudstad Nasaret var befolkad av 700 kristna och Jerusalem hade 5000 huvudsakligen judiska invånare. Tiberius och Tzfat hade judisk befolkning. Gaza var ett viktigt handelsområde, med 550 invånare, hälften judiska jordbrukare och resten kristna handelsidkare. Om staden Um el-Phahem nämns att det fanns en maronitisk kyrka och tio bofasta familjer, kristna. Bofasta muslimer fanns i Palestina bara i Shchem (Nablus), 120 invånare, varav 70 var "shomroniter", en judisk sekt. Reland uppger att landsbygden var nästan öde. Han noterar att muslimerna mest var nomadiserande beduiner och kom som säsongsarbetare till byggen och jordbruk. Reland konstaterar att det inte fanns arabiska geografiska namn, utan platsernas benämningar kom från hebreiska, grekiska och latin.
På 1840-talet levde 12 000 judar i Palestina, vilket var några procent av den totala befolkningen. Små immigrationsvågor hade skett kontinuerligt under århundraden och både spanska (sefardiska) och östeuropeiska (ashkenaziska) chassider slog sig ner i landet. Redan på 1850-talet kunde en av Karl Marx utsänd reporter konstatera att judarna utgjorde majoriteten av Jerusalems befolkning. I hela Palestina utgjorde judarna dock en minoritet, 1871/1872 utgjorde de 4 procent av områdets befolkning. Man började nu diskutera judisk bosättning där bland europeiska judar. Franska judar grundade en jordbruksskola för ändamålet på 1870-talet och 1882 migrerade en grupp ryska judar dit och antalet judar ökade till 24 000. 1896 publicerade den ungerske juden Theodor Herzl boken Judestaten och året efter organiserade han den första sionistiska kongressen i Basel i Schweiz. Rörelsens mål var ett judiskt nationalhem i Palestina. Genom ekonomiska bidrag från världens judar började judar utvandra från främst Europa till Palestina. Ett tusental jemenitiska judar migrerade även till området. Under den första aliyan 1881-1904 kom 30 000 judar till Palestina, under den andra aliyan 1904-1914 kom ytterligare 40 000 judar.
Under denna tid började också det arabisk-palestinska motståndet mot den sionistiska rörelsen att ta form, pådrivet av en rädsla att bli utdriven från eller marginaliserad från området.
Otaliga rapporter från 1835 till 1913 beskriver att landsbygden var öde och obrukad och byarna tomma på folk, med undantag för en del judiska jordbruk. Dessa rapporter motsägs av de uppgifter som finns om befolkningens sammansättning. Siffror för fördelningen av olika folkgrupper före 1900-talet är osäkra. Enligt en källa uppgick antalet invånare 1871-1872 till 382 000 personer: 85 procent muslimer, 11 procent kristna och 4 procent judar. Befolkningen bodde i sammanlagt 657 byar och 13 städer. Judarna var nästan helt samlade i Jerusalem, Hebron, Tiberias och Safed. Enligt en annan beräkning fanns det 1893 i området ungefär 372 000 muslimer 43 000 kristna och 9 000 judar. En annan författare anger att det 1893 fanns närmare 690 000 invånare varav 80 000 skulle vara judar. I det brittiska mandatet Palestina var 1922 78 procent av befolkningen muslimer, 11 procent judar, 10 procent kristna. 1937 var 63 procent muslimer, 28 procent judar och 8 procent kristna. Enligt en rapport till FN:s generalförsamling år 1947 var 33 % av befolkningen i Palestina judar år 1945, 93% av marken ägdes av araber. .
Det fanns både judiska och arabiska immigranter men många bofasta undvek att bekräfta sin närvaro för de turkiska härskarna för att undkomma beskattning och militärtjänst, och ofta behöll man sitt gamla medborgarskap. Dessutom undvek man att köpa land av de turkiska härskarna, utan man kunde odla utan att meddela detta trots att villkoren för köp eller arrende inte var dåliga. Inflyttande judar köpte cirka 550 km² av marken, trots att säljaren inte alltid var lagfaren ägare till den. Efter det osmanska rikets fall kom immigrationen igång än mera och en befolkningsexplosion skedde under brittiskt mandat, och hela landet bestod av 26 625 km², varav 33 procent var odlingsbar mark. Araber som hade kämpat med britterna mot turkarna i första världskriget hoppades få ett självständigt land i området och började strömma in. När folkräkningen 1893 gjordes var Jerusalems befolkning: 8 670 muslimer, 8 748 kristna och 28 112 judar. Från folkräkningen till 1922 ökade antalet icke-beduinska araber från 315 000 till 560 000, inkluderat 71 000 kristna. 1922 var judarna 84 000 och övriga 8 000. Under 1920-talet ökade årligen antalet judar med 9800 och araber med 12700, samtidigt som antalet beduiner var konstant. Den judiska invandringen tilltog också med judeförföljelser i Europa som intensifierades efter 1933. Den brittiska myndigheten försökte minska invandringen men tusentals judar och araber kom illegalt. 1945 hade befolkningen växt till: 608 230 judar, 1 076 780 muslimer, 145 060 kristna och 15 490 övriga. På platser med liten judisk befolkning (Ramallah, Beer Sheva, Akko, Hebron) växte dock den muslimska befolkningen procentuellt mycket mindre än vid judiska bosättningar (Jaffa, Haifa, Jerusalem, Tulkarm etc.). Detta har tolkats som att välfärden ökade där, inte en undanträngning. Judar betalade i snitt 4 gånger mera skatt än araberna till britterna, vilket förutsatte att man hade kontroll över sin livssituation, och ägde sin mark. Fram till 1948 hade judar köpt ungefär 2 000 km² av marken, eller 30 procent av marken i den judiska delen enligt plan, Negevöknen oräknad, som till 99 procent var statsägd och obrukad. Urbaniseringen gjorde även att en del odlad mark i städernas ytterkanter blev omöjliga att använda vidare och bebyggelse kom på dess plats.

## Israels bildande

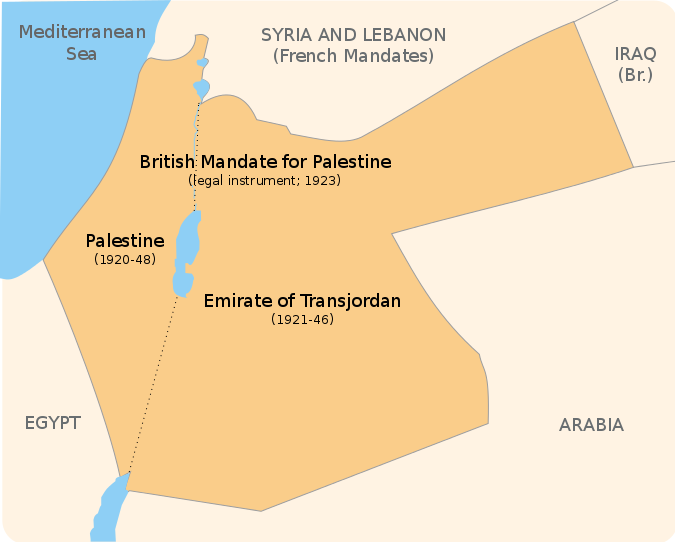
Brittiska Palestinamandatet 1920–1948.

1916 blev Storbritannien en allierad till nationalistiska araber i Mellanöstern. Dessa startade ett arabiskt uppror mot Osmanska riket med stöd av Storbritannien med syftet att driva ut osmanerna från de arabisktalande delarna av Mellanöstern. De arabiska nationalisterna ville bilda en arabisk stat som även skulle omfatta Palestinaområdet.  Storbritannien lovade 1916 stödja bildandet av en arabisk stat i ett avtal med Hussein ibn Ali som då var emir av Mecka och klanledare för en mycket stor klan i Mellanöstern.   Den arabiska styrkan anföll det Osmanska riket söderifrån och fortsatte sedan norrut.  Den arabiska ermen färdades till stor del inne i landet på kameler och hästar och anföll osmanska ställningar med gerillataktik från land. Britterna försåg den stora  arabiska styrkan med lätta vapen, 30 000 gevär och ammunition till dessa. Britterna anföll från havet med hjälp av artilleri.  Aqaba erövrades i juli 1917.  Efter 2 år av hårda strider intog den i arabisk-brittiska armen till slut Damaskus (i oktober 1918) och brittiska armen tog kontroll över Palestina. 

1916 ingick Frankrikes och Storbritanniens regering  ett hemligt avtal som innebar att det inte skulle bildas någon stor arabisk stat när kriget var slut. De erövrade delarna av det osmanska riket skulle enligt det hemliga avtalet delas mellan Frankrike och Storbritannien, de södra och sydvästra delarna skulle styras av Storbritannien. 
Den 2 november 1917 utfärdade Storbritannien Balfourdeklarationen om att ge det judiska folket ett hemland i det land som de blev fördrivna från 135 e.Kr,  Balfourdeklarationen utlovade att judar skulle få invandra till Palestina men även andra religioner skulle respekteras. I deklarationen stod det inte att det skulle bildas en judisk stat. 
Efter kriget blev istället Palestina ett brittiskt mandatområde under Nationernas förbund. Vid den första folkräkningen 1922 fanns 83 907 judar i Palestina, motsvarande 12,9 procent av befolkningen. Den stora invandringen fortsatte under 1920-talet och i augusti 1929 utbröt gatubråk mellan judar och araber där 133 judar och 87 araber dödades. Under 1930-talet flydde alltfler judar från Europa och den ökade invandringen, 350 000 judar mellan 1930 och 1939, ökade spänningen mellan judar och araber. Under 1930-talet utfördes ständigt terrordåd mellan folkgrupperna. Spänningen ledde till att britterna 1939 skar ned den judiska immigrationen till ett minimum.
Den sionistiska gruppen Lehi (med ledare Abraham Stern) fortsatte med terrorattentat mot britterna även under kriget. Efter kriget, den 17 september 1948, mördade Lehi FN:s medlare Folke Bernadotte.
När andra världskriget var slut hade de flesta överlevande judar i Europa inget kvar att återvända till. Flera hundra tusen judar ville flytta till Palestina. Men britterna höll fast vid en minimal invandring och den judiska extremistgruppen Irgun började då utföra terrorattentat mot britterna. Den 22 juli 1946 sprängde Irgun det brittiska högkvarteret i King David Hotel i Jerusalem och 91 personer dödades. Attentaten fortsatte och den 18 februari 1947 förklarade den brittiske utrikesministern Ernest Bevin att britterna hade för avsikt att lämna Palestina den 14 maj 1948. Förenta Nationerna lade fram en delningsplan där Palestina skulle delas mellan araber och judar med Jerusalem som en internationell zon. Den 29 november 1947 antog FN:s generalförsamling delningsplanen (FN:s resolution 181).

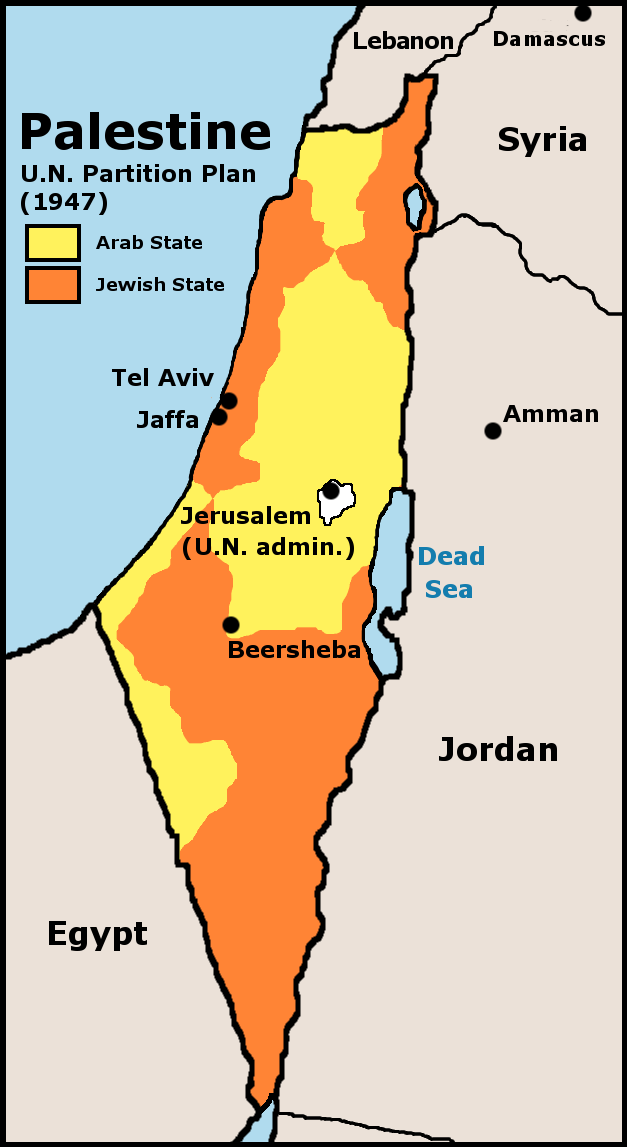
FN:s delningsplan 1947.

Den 14 maj 1948 utropades den judiska staten Israel av Israels förste premiärminister David Ben-Gurion, (Mapai).

### Kriget 1948
Kort efter det att FN:s delningsplan publicerats, började judiska milisorganisationer att driva bort palestinier från det område som avsetts för den judiska statens område. Fram till den 9 januari 1948, då Arabstaterna svarade med att sända in frivilliga soldater, hade 75 000 palestinier drivits bort. Arabförbanden hade dock föga framgång och fram till 15 maj 1948 då britterna lämnade Palestinamandatet, hade ytterligare 250 000, muslimska och kristna, palestinska araber drivit bort från sina hem.
På morgonen dagen efter självständighetsförklaringen anfölls Israel av Egypten, Transjordanien, Syrien, Irak, Libanon, Jemen, Heliga krigets armé och Muslimska brödraskapet. De arabiska arméerna var överlägsna den israeliska i antal och dessutom bättre rustade med flygplan och stridsvagnar. Israels armé som bildades dagen innan (från den 24 maj 1948 IDF) lyckades stå emot och de arabiska styrkorna drog sig tillbaka.
I detta läge utsåg FN svensken Folke Bernadotte till medlare mellan de stridande. Han anlände i slutet av maj och lyckades framförhandla en första vapenvila de 9 juni 1948. Denna vapenvila bröts dock redan efter en månad, men en ny trädde i kraft den 18 juli, dock utan att helt respekteras. Den 17 augusti mördades Bernadotte av Sternligan. Detta ledde till att en slutlig vapenvila kunde träda i kraft först under våren 1949.
Israel erövrade områden som inte skulle tillfalla Israel enligt delningsbeslutet. Israel ockuperade arabiska städer som Lod, Ramla och Beersheba och arabiska områden i Galiléen, Jordanien ockuperade Västbanken och Egypten Gazaremsan. Jerusalem, som enligt FN skulle vara ett internationellt område blev i stället en delad stad. Den gamla staden inklusive Tempelberget, heligt för både judar och muslimer, hamnade under jordansk kontroll. Kriget fick stor betydelse för hur den nya staten Israels gränser, i form av stilleståndslinjer, kom att löpa under 19 år, fram till sexdagarskriget 1967.

## Åren 1949-1967
Mellan 60 och 70 procent av de muslimska och kristna palestinier som bodde i det område som blev staten Israel flyttade eller tvingades fly från sina hem. FN:s förlikningskommission uppger siffran 726 000 personer. Kriget innebar en flyktingkatastrof. De samlades i läger i grannstaterna, i Gazaremsan, på Västbanken, i andra delar av Transjordanien och i södra Libanon. De muslimska och kristna palestinier som  1947-1949 flydde eller fördrevs från Israel blev statslösa. Många av deras ättlingar är fortfarande statlösa. Enligt FN:s hjälporganisation för Palestinaflyktingar befinner sig ca 5 miljoner palestinier i flyktingläger utanför Israel.
FN:s generalförsamling uttalade i resolution 194, 1949, att de flyktingar som önskar återvända till sina hem och leva i fred med sina grannar skall tillåtas detta vid tidigaste tillämpbara datum och att kompensation skall utbetalas för egendom av ansvariga regeringar eller myndigheter, i enlighet med gällande internationell rätt. Denna resolution har sedan 1949 årligen bekräftats av FN:s generalförsamling. 
Israel gjordes till en entydigt judisk stat med flera  nya lagar. Bland annat genom den israeliska Lagen om återvändande från 1950 som proklamerade att alla världens judar ges rätt att invandra till Israel. Huvudregeln för att få återvandra eller invandra samt få Israeliskt medborgarskap blev att det kräver bevis för att personen är jude.. En bieffekt av denna lag blev att de muslimska och kristna araber som flytt 1947-1950 inte fick rösträtt vid val till knesset (som är den högsta lagstiftande församlingen i Israel). I Sverige och många andra europeiska stater kan man behålla rösträtten i riksdagsval eller motsvarande  i sitt gamla hemland även om man flyttat utomlands.
En annan  israelisk lag som varit viktig för att göra Israel till en judisk stat är lagen om de frånvarandes egendomar som innebar att all mark och annan egendom som tillhört dem som flytt till grannländerna kunde konfiskeras av staten och  sedan säljas till judar.(nakban)
Samtidigt genomfördes en mer eller mindre påtvingad judisk exodus från arabiska och andra muslimska länder, av vilka många kom till just Israel. Under de första fyra åren kom 700 000 judar till Israel. Regeringen tvingades införa ransoneringar och många judar lämnade Israel men desto fler kom. Invandringen kom både från Europa och från Mellanöstern. Nyodlingar i öknen, industrialisering och ambitiösa infrastrukturprojekt präglade Israels tidiga år. Samtidigt var Israel ett belägrat samhälle. De araber som var kvar i landet behandlades olika beroende på deras förhållande till staten. Druserna ingick en blodspakt med Israel och beduinerna i Galileen likaså. Däremot levde större delen av de muslimska byarna under militärt styre fram till 60-talet.
Israel sattes i mångårig blockad av de omgivande länderna och de försökte bland annat hindra vattentillförsel som Israel behövde. Ett resultat av blockaden blev att Israel fick idka handel med Europa och USA istället för grannländerna.
Det vapenstillestånd som slöts 1949 innebar att Gazaremsan och Västbanken kom under egyptisk respektive jordansk kontroll. Något riktigt fredsavtal undertecknades inte, staten Israel erkändes inte av sina grannländer, men stilleståndslinjer förhandlades fram, och smärre gränsjusteringar genomfördes utefter fronterna mot Jordanien och Gazaremsan. Någon palestinsk stat utropades aldrig.
Omkring 500 arabiska byar avfolkades i samband med flykten. De flesta av dessa förstördes av den israeliska krigsmakten. Samtidigt, med början 28 maj 1948, skändade den jordanska armén och civila araber judendomens heliga platser i Östra Jerusalem som skulle skyddas av FN:s beslut, bland annat 57 antika synagogor och 38 000 gravar, vars stenar användes bl.a. som gatsten. 12 av synagogorna revs helt. Som styrkedemonstration sprängdes den anrika och symboliska Hurvasynagogan. Vidare raserade man hus i de antika judiska kvarteren, och på platsen för Avraham Avinu-synagogan byggde man en boskapshage. I vapenstilleståndsavtalet undertecknat 3 april 1949 skulle judar tillåtas att besöka tempelplatsen med klagomuren, men Jordanien vägrade detta definitivt.
Penningvärdet av tillgångarna som den arabiska befolkningen förlorade har beräknats till 4 400 miljoner USD. Det affektiva värdet av hembygd och minnesplatser tillkommer. Antalet judar i Algeriet, Egypten, Irak, Libyen, Marocko, Syrien, Tunisien och Jemen/Aden före 1948 var 851 000. Många av dessa grupper hade varit bofasta där sedan ca 2500 år. Det hade funnits förtryck tidigare men, efter 1948 kom omfattande förföljelser som innehöll mord och förstörelse av hem och rörelser, vilket eskalerade när kolonialmakterna drogs sig tillbaka och inte längre kunde upprätthålla ordningen. År 1968 fanns det 69 600 judar kvar i dessa länder. 586 000 av flyktingarna från dessa länder hade fått tillflykt i Israel och de flesta andra i väst. Deras egendomar konfiskerades och judiska helgedomar förstördes. Det ekonomiska värdet av egendomen som dessa judiska flyktingar förlorade har beräknats till 6 700 miljoner USD.

### Suezkrisen
Storbritannien önskade behålla kontrollen över Suezkanalen efter att styre över Egypten upphört 1922. Gamal Abdel Nasser vägrade godta tidigare avtal och med orientering mot Sovjetunionen och Kina krävde han britternas utrymning och nationaliserade kanalen 1956. Egypten hade sedan Israels tillkomst blockerat Tiranasundet och Suezkanalen för landets sjöfart och Israel menade sig ha säkerhetspolitiska skäl till att bryta blockaden och dessutom hade Egypten börjat erhålla tjeckiska vapenleveranser.
Suezkrisen var det anfallskrig mot Egypten som Israel utförde i samarbete med Storbritannien och Frankrike. Européernas mål var att återta kontrollen över Suezkanalen som var oerhört viktig för deras handel. Dessutom hoppades Israel kunna stävja fedajinverksamheten från Gazaremsan och Sinai.
Striderna började med en snabb israelisk invasion av den egyptiska Sinaihalvön och därefter fortsatte de mot Suezkanalen. Storbritannien och Frankrike bidrog med flygbombningar av egyptiska baser. Kriget fick ett abrupt slut efter starka påtryckningar framför allt från USA, men även av den andra supermakten Sovjetunionen; dessutom kritiserades Frankrike och Storbritannien starkt av Förenta nationerna som evakuerade kanalzonen. USA utsatte även Israel för mycket starka påtryckningar att återlämna Sinaihalvön. På villkor att Sinai demilitariserades och att en internationell FN-styrka förlades till Gaza för att hindra nya angrepp av fedajin, återlämnades Sinai och Gazaremsan till Egypten.

### Sexdagarskriget
I norra Israel var läget spänt mellan Syrien och Israel. Syriska trupper kontrollerade Golanbergen och sägs ha beskjutit mål i Israel. Den 7 april 1967 ledde spänningen till att sex syriska och ett israeliskt plan sköts ned i strider över Syrien. Israels närvaro i syriskt luftrum var en tydlig kränkning av den syriska suveräniteten. Egyptens president Nasser skickade en delegation till Damaskus som lovade militärt stöd.
Den 13 maj 1967 fick Nasser veta att enligt uppgifter från Sovjetunionen hade Israel samlat 10 divisioner vid gränsen mot Syrien. Egypten hade ett avtal att komma till Syriens hjälp om landet blev anfallet. Dagen efter mobiliserades den egyptiska krigsmakten som tog sig över kanalen och besatte Sinaihalvön. Sovjetunionen hade medvetet spridit ut falska uppgifter och både Egypten och Syrien insåg snart att det inte fanns några 10 israeliska divisioner redo att gå till anfall. Nasser beslöt ändå att FN-trupperna måste lämna Egypten och att inga israeliska fartyg skulle tillåtas passera Tiransundet där Akabaviken mynnar ut i Röda havet. Nasser gjorde detta väl medveten om att Israel ansåg att en sådan blockad var en krigsförklaring. Att blockera handelsrutter för ett land anses som en krigsförklaring.[källa behövs]
Israel reagerade omedelbart med att den 23 maj genomföra en fullständig mobilisering. Israels utrikesminister Abba Eban mötte USA:s president Lyndon Johnson i Washington och fick veta att USA inte kunde stödja Israel om landet inledde kriget. Egyptens krigsminister flög till Moskva och mötte premiärminister Alexej Kosygin som förklarade att Sovjet inte kunde stödja Egypten om landet inledde kriget.
När den israeliska regeringen insåg att USA inte tänkte skicka sin flotta för att få blockaden upphävd beslöts att anfalla. Den 5 juni kl. 07.10 lyfte flygvapnet och anföll bl.a. egyptiska flygfält kl. 07.45. Det egyptiska flygvapnet slogs ut på marken samtidigt som den israeliska armén anföll Sinaihalvön. Det jordanska flygvapnet sattes också ur spel och Israel kunde erövra hela Jerusalem och Västbanken. Den 9 juni anfölls de syriska Golanbergen och erövrades. Den 10 juni kl. 18.30 ingicks ett vapenstillestånd. Inte heller denna gång slöts fredsavtal utan Israel behöll alla ockuperade områden. Stridigheterna fortsatte dock mellan Egypten och Israel, fast på en lägre nivå, 1969-1970. Egypten sköt raketer mot israeliska befästningar längs kanalens östra strand och Israel svarade med flyganfall.

## Israel-Palestinakonflikten, 1967-
Israel har sedan sexdagarskriget 1967 ockuperat Västbanken och Gazaremsan samt annekterat Golanhöjderna och Östra Jerusalem. Gazaremsan utrymdes 2007 men Israel upprätthåller en blockad som hindrar fri rörlighet och Europeiska unionen liksom Förenta nationerna och andra betraktar Gazaremsan som fortfarande delvis av Israel ockuperat område. Israel anser sig behöva kontrollera införseln av varor för att begränsa vapentillgången och de paramilitära attackerna från Gaza. Israel och Egypten försöker hindra insmuggling av vapen via tunnlar från Egypten, vilket årligen leder till tiotals döda då tunnlarna raseras eller rämnar.
Det första palestinska upproret (intifadan) mot den israeliska ockupationen utbröt 1987. Detta ledde fram till Osloavtalet 1993 då Palestinska befrielseorganisationen efter förhandlingar accepterade en tvåstatslösning utifrån 1967 års gränser samt ålades att etablera en Palestinsk myndighet i Gazaremsan och på Västbanken. Israel å sin sida erkände genom Osloavtalet PLO, dock inte Palestina.
Det andra palestinska upproret, även kallat Al-Aqsa-intifadan, inleddes 2000 efter den israeliske oppositionsledaren Ariel Sharons besök på tempelberget där Al-Aqsa-moskén och Klippdomen ligger (heliga platser för judar och muslimer) den 28 september. Enligt arabiska påståenden betraktades Sharons besök som en provokation, eftersom han hade med sig ett tusental beväpnade poliser in på det heliga området. Dessa påståenden har dock tillbakavisats av flera arabiska källor som sagt att den så kallade "Al Aqsa"-intifadan var planerat långt innan Sharons besök på Tempelberget.
Efter fredagsbönen dagen efter besöket blev det upplopp på gatorna i Gamla Jerusalem där minst fem människor dödades av israeliska säkerhetsstyrkor, 200 människor skadades då palestinier kastade stenar på bedjande judar och turister vid Klagomuren. 70 polismän skadades också i denna sammandrabbning.
Sedan intifadan startade har under perioden 29 september 2000 – 26 december 2008 enligt B'tselem 4907 palestinier dödats av israeler och 1062 israeler dödats av palestinier.
Den 28 juni 2006 inledde Israel en offensiv i Gazaremsan kallad Operation Sommarregn.
Den 27 december 2008 inledde Israel Operation Gjutet bly mot Gazaremsan. Anfallet inleddes med luftangrepp och fortsattes med marktrupper. Enligt Israels regering var orsaken till militäroffensiven att israeliska städer och byar beskjutits med ca 10 000 Qassam-raketer under de senaste åtta åren. En FN-rapport (Goldstonerapporten) anklagade Israel för att ha begått krigsbrott. Anfallet ansågs vara riktat mot Gazaremsans befolkning som helhet och ingå i en politik som gick ut på att straffa Gazaremsans invånare. Richard Goldstone tog sedermera avstånd från rapporten då fakta kunde studeras närmare och då Hamas bland annat medgivit att de lämnat felaktiga uppgifter.
I slutet av juni 2014 mördades tre israeliska bosättarungdomar. Israel svarade med en storskalig operation på Västbanken, varvid man fängslade mer än 500 palestinier och dödade minst 10 palestinier. Hamas i Gaza ökade raketbeskjutningen in i Israel och Israel inledde en luftoffensiv den 8 juli 2014 mot Gazaremsan. En markinvasion följde. Under tiden 8 juli till början av september 2014 har 2 016 Gazabor dödats, därav 541 barn och 250 kvinnor. Mer än 10000 människor har skadats. Enligt FN har 425 000 palestinier tvingats lämna sina hem på grund av kriget. På den israeliska sidan har 3 civila och 64 soldater dödats, Flera sjukhus i Gaza har förstörts.

## Konflikter och krig med Egypten, Libanon och Syrien, 1973-2006
År 1973 genomförde Egypten och Syrien ett överraskningsanfall, kallat Oktoberkriget mot Israel i syfte att återerövra Sinai och Golanhöjderna under landets största högtidsdag, Yom Kippur. De angripande styrkorna var till en början framgångsrika, men stoppades slutligen. Innan kriget avslutades lyckades det israeliska försvaret, under ledning av Ariel Sharon, gå över Suezkanalen på väg mot Kairo, när de tvingades göra halt efter amerikanska påtryckningar. I norr återtog israelerna efter mycket hårda strider det två mil breda Golankrönet och fortsatte därefter i riktning mot Damaskus. Kriget, vilket kom att kallas oktoberkriget eller Yom kippurkriget, var en viktig länk i den händelsekedja som orsakade oljekrisen 1973 där muslimska oljeländer utövade påtryckningar genom att strypa oljeleveranserna.
1978 kapade PLO en israelisk buss nära Tel Aviv och dödade 38 och skadade 71 av flera nationaliteter i ett försök att ta internationella turister och ambassadörer som gisslan för att tvinga frisläppande av fängslade palestinier, i samband med fredsförhandlingarna mellan Israel och Egypten. PLO var stationerade i Libanon efter nederlaget mot Jordanien 1971, och gick över gränsen för operationer i Israel.
Tre dagar senare inledde Israel en offensiv. Efter flera sammandrabbningar mellan israelisk militär och palestinsk gerilla som drog sig allt mera norrut i Libanon ockuperade Israel i mars 1978 området upp till Litanifloden, med undantag av staden Tyros. Israel hjälpte även den Sydlibanesiska armén (SLA) i kampen mot PLO och Hizbollah i deras interna konflikt. Efter att FN antog resolution 425, som krävde ett israeliskt tillbakadragande från Libanon, lämnade Israel området och överlämnade positionerna till SLA.
År 1982 invaderade Israel åter Libanon, med hänvisning till att man ville få ett slut på raketanfallen som Israel utsattes för av militanta palestinska grupper och på det pågående inbördeskriget i Libanon. Israel hade förhoppningen att få slut på gerillaverksamheten genom att hjälpa ena parten i kriget och skriva fredsavtal med dem, ledda av presidentvalde Bachir Gemayel. Denne blev emellertid mördad i ett riktat bombdåd av en syrisk socialnationalist, men shiiter och palestinier misstänktes. Den libanesiska milisen utförde som hämnd en massaker i Sabra och Shatila vilket skedde med försvarsminister Ariel Sharons godkännande och israeliska militärens logistiska stöd till gärningsmännen. Sharon fälldes senare för detta av den statliga israeliska Kahankommissionen. PLO hade drygt 15000 man, 80 tanks och några hundra artilleripjäser och raketramper. Dessutom fanns en rad palestinska vänstergrupper såsom PFLP. Syrien hade 30000 man, 500 plan och 600 stridsvagnar förutom artilleri. Israel kom med 78000 man, 600 plan och 1240 stridsvagnar. Huvudstriderna var mellan Israel och PLO och bägge sidor ville begränsa krigets omfattning, så Syrien använde inte full kraft. Den libanesiska armén höll sig neutral, men libanesiska milisgrupper stred på varsin sida, bl.a. vänsterorganisationer och Hizbollah mot andra shiiter, Libanesiska fronten och SLA.
Palestinska befrielseorganisationen fördrevs till Tunisien. 1985 lämnade Israel delar av Libanon men upprätthöll länge en säkerhetszon i den södra delen av Libanon tillsammans med Sydlibanesiska armén, där kristna, druser och shiiter ingick. Israel hävdade att detta var nödvändigt för att skydda norra delen av landet. Först år 2000 drog sig Israel ur södra Libanon. Enligt FN:s dåvarande generalsekreterare Kofi Annan och FN:s säkerhetsråd var Israels tillbakadragande från Libanon komplett och i enlighet med resolution 425 Shebaaområdet, som Israel övertog under sexdagarskriget, anses av FN tillhöra Syrien, Syrien har å sin sida uttryckt att de libanesiska kraven på området är berättigade.
Relationerna mellan Libanon och Israel har länge varit spända. Israel drog sig tillbaka år 2000 från Libanon med undantag för Shebaagårdarna som tillhör Syrien men Libanon gör anspråk på. Hizbollah hade från södra Libanon attackerat militära mål i Shebaaområdet och norra Israel, och Israels militär hade beskjutit bland annat Hizbollahs ställningar på libanesiskt territorium. Konflikten eskalerade i juli och augusti 2006 till något som närmast liknade fullskaligt krig, kallat Libanonkriget 2006, efter att Hizbollah dödat tre israeliska soldater och tillfångatagit två nära den libanesisk-israeliska gränsen. Israel svarade med flygbombnings- och landangrepp mot Libanon. Israelisk flotta genomförde en kustblockad av landet. Infrastruktur som Beiruts internationella flygplats, dess västra motorvägsförbindelse till Syrien och hundratals bostadshus i främst södra Beirut förstördes, då Israel misstänkte att de var fästen för Hizbollah. Hizbollah attackerade norra delen av Israel med Katjusjaraketer

## Fredsprocessen

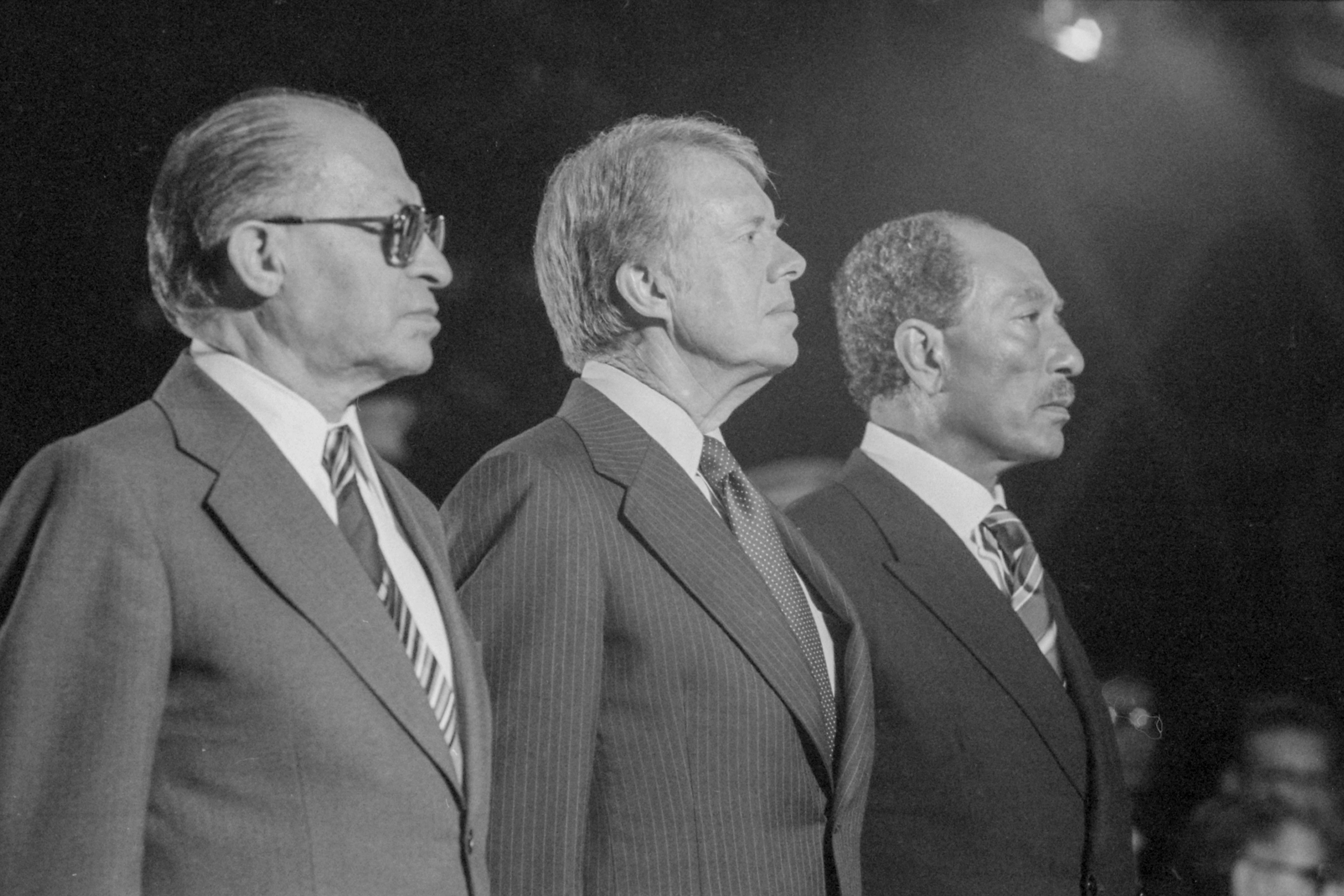
Menachem Begin, Jimmy Carter och Anwar Sadat undertecknade Camp David-avtalen i september 1978.

Den 9 november 1977 förklarade Sadat i det egyptiska parlamentet att han var beredd att förhandla om ett fredsavtal med Israel och att han var beredd att själv resa till Israel för att göra det möjligt. Den 19 november kom Sadat till Jerusalem där han inför det samlade Knesset erbjöd sig att inleda fredsförhandlingar. Förhandlingarna gick dock dåligt och USA:s president Jimmy Carter bjöd parterna till presidentens lantställe Camp David där de svåra frågorna kunde lösas i september 1978. Då hade Egypten släppt kravet på ökat palestinskt självstyre och Israel släppte kravet att judiska bosättningar i Sinai skulle få vara kvar. Fredsavtalet mellan Israel och Egypten skrevs under den 26 mars 1979. Sadat och Begin tilldelades Nobels fredspris 1978.
Den 9 december 1987 inleddes det palestinska upproret, intifadan, i Gazaremsan när fyra palestinier dödades när bilen de färdades i krockade med en israelisk lastbil. Kort därefter dödades en 17-årig stenkastare. Uppror utbröt som spred sig till Västbanken och strejker, demonstrationer och stenkastning mot israeliska soldater blev en rutin. På våren 1988 hade 150 palestinier dödats. Upproret fortsatte fram till hösten 1990. När en koalition ledd av USA anföll Irak efter Iraks ockupation av Kuwait anföll Irak Israel med Scudrobotar i januari 1991 som slog ned i Tel Aviv och Haifa, då jublade många palestinier till detta.
Efter kriget var USA:s president George Bush d.ä. angelägen att få till stånd en fredskonferens mellan arabländerna och Israel. Israels premiärminister Yitzhak Shamir var ovillig men USA hotade att dra tillbaka de lånegarantier som Israel behövde för att kunna ta emot de hundratusentals judar som kommit till Israel efter Sovjetunionens fall. Fredskonferensen inleddes i Madrid den 30 oktober 1991 med USA:s president George Bush och Sovjetunionens president Michail Gorbatjov som värdar för delegationer för Israel, Syrien, Libanon, Jordanien och palestinierna. Men förhandlingarna ledde inte någonstans.
Efter valen i juni 1992 tog Arbetarpartiets Yitzhak Rabin över som premiärminister. Rabin införde undantagstillstånd, stängde gränsen för palestinska arbetare till Israel och utvisade 400 medlemmar av Hamas till Libanon men i hemlighet fortsatte förhandlingar med PLO i Norge. Oslo-avtalet innebar att de israeliska trupperna skulle dras undan från Gazaremsan och Jeriko och att PLO erkände Israel. De mer problematiska tvistefrågorna sköts på framtiden. Oslo-avtalet skrevs under vid en ceremoni i Vita huset av Rabin och Arafat i närvaro av president Bill Clinton den 13 september 1993. Den 26 oktober 1994 ingick Israel ett fredsavtal med Jordanien. Rabin, Arafat och Shimon Peres tilldelades Nobels fredspris 1994.
1994 blev dock året när våldsspiralen åter satte igång. I Hebron dödade en judisk bosättare 29 palestinier när dessa samlats för en bönestund i en moské. Terroristgrupperna Hamas och Islamiska jihad förklarade krig och genomförde självmordsbombningar och kidnappningar.
Under 1995 fortsatte självmordsbombningarna och det verkade som om Rabins fredspolitik hade minskat Israels säkerhet. Den 28 september skrev Rabin och Arafat under ett avtal som skapade en folkvald palestinsk myndighet och garanterade israeliskt uttåg ur städer på Västbanken. I Israel pågick en allt mer förbittrad debatt om var fredsprocessen skulle leda och en stor minoritet motsatte sig att Israel skulle ge upp ockuperat område. Rabin mördades vid ett fredsmöte den 4 november 1995 av en ung religiös nationalist som motsatte sig politiken att "byta land mot fred". Peres tog över som premiärminister och med ett stort väljarstöd i ryggen utlyste han nyval till maj 1996 för att kunna avsluta fredsförhandlingarna med Syrien efter valet. De av fredsmotståndarna utförda terrordåden fortsatte emellertid, i februari och mars dödades 60 israeler i olika självmordsbombningar, och väljarstödet började minska. Vid valet den 29 maj förlorade Peres till Likuds Benjamin Netanyahu med liten marginal.
Netanyahu hade visserligen för avsikt att hålla ingångna avtal men hans misstro mot Oslo-avtalet var väl känt. I september 1996 utbröt på nytt det palestinska upproret och 60 palestinier och 15 israeler dödades när den palestinska polisen började skjuta skarpt mot israelisk militär i Ramallah. Fredsförhandlingarna med Syrien avslutades utan att någon överenskommelse nåtts. Efter att ha misslyckats att ge de israeliska väljarna vad han lovat - fred och säkerhet - förlorade Netanyahu valet 1999 till Arbetarpartiet och fredsivraren Ehud Barak.
Vid fortsatta förhandlingar mellan Arafat och premiärminister Barak vid amerikanska Camp David i oktober 2000 lyckades man inte lösa tvistefrågorna om Jerusalem och de palestinska flyktingarnas rätt att återvända. Barak efterträddes istället 2001 av Likuds Ariel Sharon, som dittills hade gjort sig känd som en "hök" vad gällde den palestinska konflikten; bl.a. hade han aktivt stött de illegala bosättningarna på Västbanken och i Gazaremsan. Detta till trots presenterade Sharon, med stöd av USA, i december 2003 en plan för ett israeliskt tillbakadragande från Gazaremsan. Planen fick dock hans högerregering att så sakteliga haverera, och i januari 2005 bildade han istället koalition med Arbetarpartiet. Bland Sharons internationellt mest kontroversiella beslut som premiärminister hörde den s.k. skyddsbarriär som började byggas (också på ockuperad mark) 2003, till skydd mot palestinsk terrorism.
Efter avvecklingen av bosättningarna i Gazaremsan sensommaren 2005, och efter Arbetarpartiets avhopp från regeringen och de inre striderna inom Likud, tillkännagav Sharon att han lämnade detta, för att istället bilda ett nytt mittenparti, Kadima. Partiets främsta uppgift skulle vara att samla israelerna kring ett program för fred och ett slutligt fastställande av den israeliska statens gränser. I januari 2006 drabbades emellertid Sharon av akut sjukdom (stroke), vilket satte honom ur stånd att leda landet; rollen som regeringschef övertogs då av Ehud Olmert. Med det palestinska parlamentsvalet kort därpå komplicerades förutsättningarna ytterligare för en framtida fredsuppgörelse, då terrorstämplade Hamas vann det palestinska parlamentsvalet.

### Israel som ockupationsmakt
Sedan 1967 införlivade Israel Västbanken och Gazaremsan – även om man lämnade Gazaremsan 2005 och sedan dess istället upprätthåller en blockad av Gazaremsan. Armén upprätthåller påtagliga inskränkningar när det gäller palestiniernas rörelsefrihet inom de ockuperade områdena. Blockaden av Gazaremsan har orsakat mycket stora humanitära svårigheter och hindrar även FN-organen att undsätta med bistånd och hjälp. På Västbanken finns drygt 600 israeliska vägspärrar och avspärrningar som hindrar palestiniernas rörelsefrihet. Israeliska soldater och bosättare begår allvarliga övergrepp mot palestinier, inklusive rättsstridigt dödande, misshandel och angrepp på egendom. De har i de flesta fall åtnjutit straffrihet.
Israeliska bosättares attacker på palestinier inträffar regelbundet. Rapporter konstaterar att bosättarvåldet inte sker slumpartat utan ofta är välplanerat, ideologiskt drivet och med målsättningen att uppnå herravälde över ett visst område. I en del fall har bosättarnas attacker varit så systematiska att palestinier känt sig tvungna att flytta. Bland våldshandlingarna nämns hur bosättare hetsat sina hundar mot kvinnor och barn, misshandel med olika tillhyggen, förgiftning av boskap samt nedbrända olivlundar. Staden Hebron är särskilt drabbad av bosättarvåld. Många lägenheter har fått övergivas och stora delar av affärsverksamhet i den gamla stadsdelen, som tidigare var kommersiellt centrum för hela södra Västbanken, har fått upphöra.
Konflikten kräver fortfarande offer i form av skadade och dödade. Antalet skadade och dödade palestinier är betydligt högre än antalet skadade och dödade israeler.
Omedelbart efter införlivandet av Västbanken 1967 deklarerade den israeliska militären full jurisdiktion över alla personer på ockuperat territorium som gjorde sig skyldiga till brott mot militära lagar. Man upprättade militära domstolar belägna på israeliska militärbaser på ockuperat territorium. På Västbanken finns två militärdomstolar i första instans. Den ena är Ofer militärdomstol som ligger mellan Jerusalem och Ramallah och benämns av israeliska myndigheter som Military Court of Judea. Den andra är Salem militärdomstol som ligger nära staden Jenin på norra Västbanken. Israeliska myndigheter benämner denna domstol som Military Court of Samaria. De israeliska militärdomstolarna har exklusiv jurisdiktion över alla säkerhetsbrott på Västbanken. Domstolen har också jurisdiktion över andra brott som begås på Västbanken såsom trafikbrott, skattebrott och brott mot olika tillståndslagar. Tre olika lagstiftningar styr rättsprocessen i militärdomstolarna.
- den israeliska militärlagstiftningen genom militärorder
- den brittiska undantagslagstiftningen från 1945
- jordansk lagstiftning. Vid en situation då israelisk militärlagstiftning står i strid med jordansk lag bedöms militärlagstiftningen vara lex specialis.

Den israeliska militärbefälhavaren på införlivst territorium utfärdar militärorder som omedelbart gäller som lag på införlivat mark. Det finns omkring 2500 militärorder som styr stora delar av palestiniernas liv på Västbanken.
Varje år frihetsberövas och åtalas flera hundra palestinska barn och döms i israeliska militärdomstolar. Ett vanligt brott är att barnen kastat sten mot militärfordon eller muren. Grym, omänsklig och nedsättande behandling av barnfångarna syntes vara "utspridd, systematisk och institutionaliserad".
År 1993 utvärderade Israel riktlinjerna för förhörsmetoder. Domstolen förbjöd ett rutinmässigt användande av ”moderate physical pressure”, men förbjöd inte metoden under exceptionella förhållanden. Domstolen tog inte ställning till om “moderate physical pressure” kunde likställas med tortyr.
Israel håller hundratals palestinier fängslade utan rättegång. Amnesty International har protesterat mot detta. Aktuella siffror över antalet fängslade finns hos den israeliska organisationen B'tselem.
Palestinier som utsätts för övergrepp från israelisk militär och bosättare har svårt att bli trodda, när de ska anmäla övergreppen. En israelisk människorättsorganisation har försett mer än 200 amatörfilmare med videokameror så det de nu kan dokumentera våldet under ockupationen att använda som bevis vid rättegångar.